# Carl-Gustaf Eng
Carl-Gustaf Eng, född 31 oktober 1904 i Tjärstads församling i Östergötlands län, död 20 juni 1986 i Lidingö församling i Stockholms län, var en svensk militär.

## Biografi
Eng avlade studentexamen i Linköping 1923. Han avlade marinofficersexamen vid Sjökrigsskolan 1925 och utnämndes samma år till fänrik vid Vaxholms kustartilleriregemente, där han befordrades till underlöjtnant 1927 och till löjtnant 1928. Han studerade vid Gymnastiska Centralinstitutet 1927–1928 och 1928–1929, gick allmänna kursen vid Sjökrigshögskolan 1929–1930, gick minkursen vid där 1931–1932 och gick stabskursen där 1932–1933. År 1936 befordrades han till kapten, varpå han tjänstgjorde vid Marinstaben och Försvarsstaben 1936–1939. Han var lärare i minlära på kustartillerilinjen vid Sjökrigsskolan 1939–1942 och stabschef vid Göteborgs kustartilleriförsvar 1942–1949. Han befordrades till major 1943 och till överstelöjtnant 1946. Eng var tygmästare vid Blekinge kustartilleriförsvar 1949–1957 och chef för Minbyrån i Marinförvaltningen 1957–1960.
Carl-Gustaf Eng invaldes 1943 som ledamot av Kungliga Örlogsmannasällskapet och 1948 som ledamot av Kungliga Krigsvetenskapsakademien.
I en nekrolog berättas följande om Carl-Gustaf Eng: ”Redan under sina första officersår gjorde han sig känd som en skicklig minör med stor fallenhet för teknik och manöverkonst i dåtidens ångkranpråm – dominerade mineringssystem. Han var också en skicklig navigatör och besatt ett stort mått av sjömansskap, varom åtskilliga berättelser fortfarande finns bevarade. En sådan handlar om hans uppmärksammade insats under krigsövningen mot Gotland 1928, som inleddes med en svårartad storm. Eng var då ålagd att med den lilla vedettbåten 15 samoperera med kustflottan i ett företag som började utanför Finska Vikens mynning. Förmodligen glömdes den lilla vedettbåten bort i de stora sammanhangen och överraskningen var därför stor när Eng i gryningen kom uppdykande i den våldsamma sjön i rätt position ost om Gotland – uppdykande lär ha varit rätt uttryck eftersom den långa och smala ’cigarren’ Vb 15 bara undantagsvis visade mer än masten ovanför vattenytan.” Eng är begravd på Lidingö kyrkogård.

### Utmärkelser
- Riddare av första klass av Svärdsorden, 1943.[10]